# Tenuipalpus proteae
Tenuipalpus proteae är en spindeldjursart som beskrevs av Meyer 1979. Tenuipalpus proteae ingår i släktet Tenuipalpus och familjen Tenuipalpidae. Inga underarter finns listade i Catalogue of Life.